# Goje (San Tirso de Abres)
Goje (oficialmente, en eonaviego, Goxe) es un lugar de la parroquia de San Salvador, concejo de San Tirso de Abres, en la comarca del Eo-Navia, Principado de Asturias, España.